# 内野熊一郎
内野 熊一郎（うちの くまいちろう、1904年6月17日 - 2002年11月14日）は、漢文学者。別名、能朗（のうろう／たいろう）。

## 経歴
1904年、香川県三豊郡二ノ宮村で藤川家に生まれた。1929年に東京高等師範学校を卒業し、東京文理科大学漢文学科に入学。同大学を1932年に卒業した。
卒業後は、1933年より東方文化学院東京研究所研究員。1934年に内野台嶺の長女道子と結婚し、内野家の養嗣子となった。1941年に陸軍経理学校教官となり、陸軍教授。
戦後は、1951年に母校である東京文理科大学・東京教育大学助教授となった。1950年、東京文理科大学に学位論文『今古文源流型の研究』を提出して文学博士号を取得。1952年に教授昇進。1966年、日本大学教授となった。1974年に日本大学を定年退職。学界では、第3代目の日本中国学会理事をつとめ(1963～1964年)、1990年に斯文会名誉会員となった。

## 家族・親族
- 長女：左近司祥子は哲学者。
- 次女：内野允子は音楽学者。上野学園大学名誉教授。

## 著作

### 著書
- 『詩経毛伝引月令句考』東方文化学院 1936
- 『申綽詩次故の学の詩説史上に占める位地』東方文化学院 1936
- 『秦代に於ける経書経説の研究』東方文化学院 1939
- 『支那古代生活史』清水書店 1941
- 『漢初経書学の研究』清水書店 1942
- 『墨子』日本評論社 東洋思想叢書 1942
- 『論語評解』有精堂出版 1952
- 『学習受験中國經學解釈』金子書房 1953
- 『孟子評解』有精堂出版 1953
- 『漢文漢字の教育』新思潮社 実践国語選書 1954
- 『新漢和辞典』清水書院 1957
- 『中国古代金石文における経書讖緯神仙説攷』内野熊一郎博士頌寿記念論文刊行会 1987
- 『日本漢文学研究 内野熊一郎博士米寿記念論文集』名著普及会 1991
- 『内野熊一郎博士白壽紀念東洋学論文集』内野熊一郎博士白壽紀念東洋学論文集刊行委員会 2000

### 共編著
- 『必修国語漢文力問題選』小沢文四郎共監修 敬文社 1952
- 『漢文の重点的研究』飯田吉郎共著 桜井書店 ミニマム・エッセンシャルズ　1954
- 『中国思想文学史』編 敬文社 1954
- 『学生の新漢和辞典』編 清水書院 1955
- 『研究漢文』共著 清水書院 1956
- 『新釈漢文大系 4 孟子』明治書院 1962
  - 『新書漢文大系11 孟子』加藤道理編 明治書院  2002
- 『漢魏碑文金文鏡銘索引 隷釈篇』編 極東書店 1966
- 『孔子 人と思想』西村文夫・鈴木総一共著 清水書院 センチュリーブックス 1969　新装版2016
- 『漢魏碑文金文鏡銘索引 金文・鏡銘・墓誌銘・碑文篇』編 極東書店 1972
- 『呂氏春秋』中村璋八共著 明徳出版社 中国古典新書 1976

### 記念論集
- 『東洋学論集 内野博士還暦記念』漢魏文化研究会 1964